# Spillatura

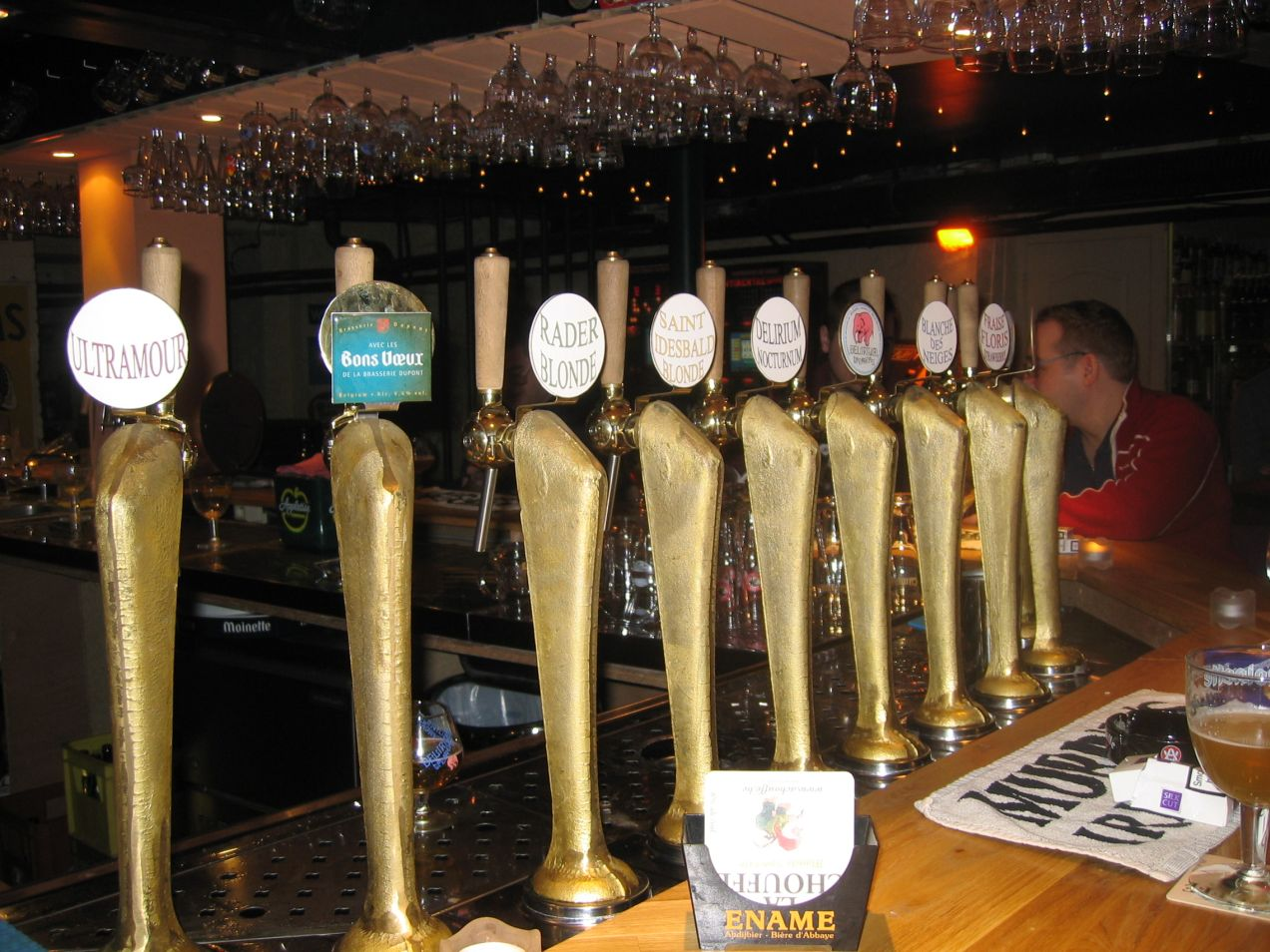
Spine di birra in un pub.

La spillatura è il processo attraverso il quale si confeziona la cosiddetta birra alla spina.
La buona tecnica di spillatura prevede di inclinare il bicchiere sotto il rubinetto dello spillatore e far scendere la birra lentamente e senza interruzioni, fino a quando la schiuma fuoriesce dall'orlo. A questo punto bisogna livellare con un colpo di spatola, affinché la schiuma mantenga la sua consistenza.
Normalmente bisogna evitare che il bicchiere venga a contatto con il rubinetto.
Esistono diverse tecniche di spillatura:
- Secondo la tecnica belga si deve riempire velocemente il bicchiere e "tagliare" la schiuma in eccesso con una spatola, prima di immergere il bicchiere in acqua per pulirne le pareti esterne.
- La tecnica inglese prevede di aprire il rubinetto prima di inclinare il bicchiere. In questo modo il bicchiere si riempie senza formare la schiuma.
- La tecnica tedesca prevede di spillare una piccola quantità di birra e aspettare finché la schiuma non diminuisce; si ripete quindi nuovamente l'operazione. Infine viene dato ancora un colpo vigoroso per servire la birra con un "cappello" di schiuma.
- A caduta, che consiste nel servire la birra, conservata in grandi botti, attraverso un rubinetto in grado di sfruttare la forza di gravità[non chiaro].

Il cappello di schiuma venuto a formarsi durante la spillatura serve soprattutto a preservare la birra stessa dall'aria, evitandone così l'ossidazione e la conseguente alterazione organolettica del prodotto.

## Storia
In Epoca vittoriana, la birra era contenuta in grandi botti di legno situate dietro al bancone e veniva servita tramite un rubinetto che sfruttava la gravità.
Pian piano il gusto dei consumatori si affinò, anche grazie alla diffusione dei bicchieri in vetro al posto dei boccali, e la birra conservata a temperatura ambiente divenne inaccettabile. Si rendeva necessario conservare i barili in cantine fresche e fu inventata quindi una macchina provvista di pompa a pistone cilindrico con delle valvole che evitavano il riflusso.
Questo metodo, pur creando delle pinte di ottima qualità, si rivelò poco conveniente a causa degli sprechi, e perciò nel barile venne introdotta dell'anidride carbonica per prevenire l'ossidazione della birra, oltre a facilitare il tiraggio della pompa.
Col passare del tempo è stato superato l'uso della pompa manuale; al giorno d'oggi l'anidride carbonica è utilizzata ad una pressione sufficiente a spingere la birra fino al rubinetto.
La pressione superficiale del gas svolge quindi una duplice funzione: mantiene il giusto livello di gasatura e fornisce la spinta richiesta per far fluire la birra fino al rubinetto.
L'introduzione dell'anidride carbonica nei fusti ebbe anche un'altra conseguenza fondamentale: permise di produrre birre frizzanti alla spina, che in precedenza erano disponibili solo in bottiglia. L'anidride carbonica tuttavia presenta dei limiti: la sua quantità, infatti, potrebbe non essere sufficiente a pompare la birra, ma la pressione non può essere aumentata troppo altrimenti si otterrebbe una birra eccessivamente gassata. Fu Arthur Guinness a risolvere il problema, mescolando all'anidride carbonica (che mantiene la gassosità) un gas meno solubile, l'azoto (che mantiene la pressione).
Nel 2006 Carlsberg lancia un innovativo metodo di spillatura, denominato Draughtmaster, che elimina il ricorso all'anidride carbonica e sostituisce i tradizionali fusti a rendere con fusti in pet (materiale riciclabile).